# Best of Bowie
Best of Bowie ist eine Kompilation des britischen Musikers David Bowie. Sie erschien im Oktober 2002 bei EMI.

## Entstehung und Veröffentlichung
Kurz nach der Veröffentlichung von David Bowies 22. Studioalbum Heathen kam eine von Nigel Reeve, Jo Brooks und Henry Wrenn-Meleck koordinierte Best-of-Kompilation mit Stücken seit der Frühzeit von Bowies Karriere, genauer seit seinem zweiten selbstbetitelten Album 1969, auf den Markt. Auch Kooperationen mit anderen Künstlern und Filmsoundtracks wurden berücksichtigt. Die Kompilation wurde von Peter Mew in den Abbey Road Studios gemastert. Bis auf Under Pressure waren alle Stücke 1999 oder 2002 remastert worden.
Best of Bowie erschien dabei mit verschiedenen Titellisten für Großbritannien, die Vereinigten Staaten und Kanada, Australien, Neuseeland sowie einige europäische, südamerikanische und asiatische Länder. So umfing die Kompilation beispielsweise in Großbritannien zwei CDs, in Deutschland/Österreich/Schweiz jedoch nur eine CD. Auch eine DVD-Fassung mit Musikvideos und Liveaufnahmen war erhältlich.

## Titelliste Großbritannien

### CD 1
1. Space Oddity – 5:12 (von David Bowie (Space Oddity), 1969)
2. The Man Who Sold the World – 3:56 (von The Man Who Sold the World, 1970)
3. Oh! You Pretty Things – 3:11 (von Hunky Dory, 1971)
4. Changes – 3:33 (von Hunky Dory, 1971)
5. Life on Mars? – 3:49 (von Hunky Dory, 1971)
6. Starman – 4:10 (von The Rise and Fall of Ziggy Stardust and the Spiders from Mars, 1972)
7. Ziggy Stardust – 3:12 (von The Rise and Fall of Ziggy Stardust and the Spiders from Mars, 1972)
8. Suffragette City – 3:24 (von The Rise and Fall of Ziggy Stardust and the Spiders from Mars, 1972)
9. John, I’m Only Dancing – 2:45 (Single, 1972)
10. The Jean Genie – 4:05 (von Aladdin Sane, 1973)
11. Drive-In Saturday – 4:29 (von Aladdin Sane, 1973)
12. Sorrow – 2:53 (von Pinups, 1973)
13. Diamond Dogs – 6:04 (von Diamond Dogs, 1974)
14. Rebel Rebel – 4:28 (von Diamond Dogs, 1974)
15. Young Americans (single version) – 3:13 (von Young Americans, 1975)
16. Fame – 4:14 (von Young Americans, 1975)
17. Golden Years (single version) – 3:27 (von Station to Station, 1976)
18. TVC15 – 5:30 (von Station to Station, 1976)
19. Wild Is the Wind – 5:58 (von Station to Station, 1976)

### CD 2
1. Sound and Vision – 3:03 (von Low, 1977)
2. “Heroes” (single version) – 3:35  (von “Heroes”, 1977)
3. Boys Keep Swinging – 3:16 (von Lodger, 1979)
4. Under Pressure – 3:56 (von Queens Hot Space, 1982)
5. Ashes to Ashes (single version) – 3:35 (von Scary Monsters (and Super Creeps), 1980)
6. Fashion (single version) – 3:25 (von Scary Monsters (and Super Creeps), 1980)
7. Scary Monsters (and Super Creeps) (single version) – 3:32 (von Scary Monsters (and Super Creeps), 1980)
8. Let’s Dance (single version) – 4:08 (von Let’s Dance, 1983)
9. China Girl (single version) – 4:15 (von Let’s Dance, 1983)
10. Modern Love (single version) – 3:56 (von Let’s Dance, 1983)
11. Blue Jean – 3:10 (von Tonight, 1984)
12. This Is Not America – 3:51 (vom Soundtrack zu Der Falke und der Schneemann, 1985)
13. Loving the Alien (single version) – 4:43 (von Tonight, 1984)
14. Dancing in the Street – 3:20 (mit Mick Jagger, 1985)
15. Absolute Beginners (single version) – 5:37 (vom Soundtrack zu Absolute Beginners – Junge Helden, 1986)
16. Jump They Say (radio edit) – 3:52 (von Black Tie White Noise, 1993)
17. Hallo Spaceboy (Pet Shop Boys remix) – 4:25 (Original auf Outside, 1995)
18. Little Wonder (edit) – 3:41 (von Earthling, 1997)
19. I’m Afraid of Americans (V1, radio edit) – 4:30 (Original auf Earthling, 1997)
20. Slow Burn (radio edit) – 3:55 (von Heathen, 2002)

## Titelliste Deutschland/Österreich/Schweiz
1. Let’s Dance – 4:08
2. Ashes to Ashes – 3:35
3. Helden – 3:40
4. Fame ’90 (Gass mix) – 3:36 (Original auf Young Americans, 1975)
5. Young Americans – 3:13
6. Fashion – 3:25
7. Ziggy Stardust – 3:12
8. Space Oddity – 5:12
9. When the Wind Blows – 3:32 (vom Soundtrack zu Wenn der Wind weht, 1986)
10. Cat People (Putting Out Fire) – 4:08 (vom Soundtrack zu Katzenmenschen, 1982)
11. Sound and Vision – 3:03
12. Loving the Alien – 4:43
13. Blue Jean – 3:10
14. China Girl – 4:15
15. Under Pressure – 3:56
16. Dancing in the Street – 3:20
17. Absolute Beginners – 5:37
18. This Is Not America – 3:51
19. Thursday’s Child – 4:25 (von Hours, 1999)
20. Slow Burn – 3:55

## Weitere Titel
Weltweit wurden insgesamt 63 verschiedene Stücke in den verschiedenen Auflagen verwendet. Weitere Titel als die oben erwähnten waren dabei:
- von Mott the Hooples All the Young Dudes (1972): All the Young Dudes
- von The Rise and Fall of Ziggy Stardust and the Spiders from Mars (1972): Moonage Daydream, Lady Stardust, Rock‘n’Roll Suicide
- von Aladdin Sane (1973): Panic in Detroit
- von Diamond Dogs (1974): 1984
- von Young Americans (1975): Fame
- von Lodger (1979): DJ
- von Tonight (1984): Tonight
- vom Soundtrack zu Die Reise ins Labyrinth (1986): Magic Dance, Underground
- von Never Let Me Down (1987): Day-In Day-Out, Time Will Crawl, Never Let Me Down
- von Tin Machines selbstbetiteltem Debütalbum (1989): Under the God
- von Outside (1995): The Hearts Filthy Lesson
- mit David Guetta: Just for One Day (Heroes)
- mit Moodswings: Nite Flights

## Rezeption
Wie oft bei Best-of-Kompilationen waren Kritiker zu Best of Bowie nicht immer einer Meinung. So vermutete Joachim Gauger von laut.de hinter den verschiedenen Fassungen für unterschiedliche Länder eine Marketingstrategie, Stephen Thomas Erlewine von AllMusic bezeichnete das als „Alptraum für den Sammler“. Während Chris Jones von BBC Music die Vielfalt der Stücke und Erlewine die logische Abfolge der großen Hits lobte, kritisierte Gauger das Fehlen bekannter Lieder und die Auswahl der deutschsprachigen Version von “Heroes” auf der deutschen Auflage.

## Verkaufszahlen und Auszeichnungen
| Land/Region                  | Auszeichnungen für Musikverkäufe (Land/Region, Auszeichnung, Verkäufe) | Verkäufe    |
| ---------------------------- | ---------------------------------------------------------------------- | ----------- |
| Australien (ARIA)            | 2× Platin                                                              | 140.000     |
| Europa (IFPI)                | 2× Platin                                                              | 2.000.000   |
| Finnland (IFPI)              | Gold                                                                   | (15.006)    |
| Italien (FIMI)               | Platin                                                                 | (50.000)    |
| Neuseeland (RMNZ)            | 3× Platin                                                              | 45.000      |
| Vereinigtes Königreich (BPI) | 4× Platin                                                              | (1.200.000) |
| Vereinigte Staaten (RIAA)    | Platin                                                                 | 1.000.000   |
| Insgesamt                    | 1× Gold · 13× Platin ·                                                 | 3.185.000   |

Hauptartikel: David Bowie/Auszeichnungen für Musikverkäufe